# Pycnophion kauaiensis
Pycnophion kauaiensis är en stekelart som beskrevs av William Harris Ashmead 1901. Pycnophion kauaiensis ingår i släktet Pycnophion och familjen brokparasitsteklar. Inga underarter finns listade i Catalogue of Life.